# 6-я дивизия (Великобритания)
6-я дивизия (англ. 6th (UK) Division) — тактическое соединение Британской армии.
Впервые создана Артуром Уэлсли, 1-м герцогом Веллингтоном как 6-я пехотная дивизия для Пиренейских войн в составе англо-португальской армии и действовал в течение большей части периода с тех пор, включая Первую мировую войну и Вторую мировую войну. Предпоследнее формирование было образовано 1 февраля 2008 года в развёртываемый дивизионный штаб для службы в Афганистане во время операции «Херрик» (Operation Herrick). Дивизия была официально реформирована с парадом и выносом флага в Йорке 5 августа 2008 года, а затем расформирована в апреле 2011 года.
В августе 2019 года 6-я дивизия была образована вновь на базе Командования боевого и тылового обеспечения.
В 2024 году она была вновь расформирована, а её подразделения переведены в Войска полевой армии (Field Army Troops).

## Пиренейские войны
6-я пехотная дивизия была сформирована для участия в Пиренейских войнах Артуром Уэлсли, 1-м герцогом Веллингтоном, она присутствовала в битвах при Фуэнтес-де-Оноро, Саламанке, Пиренеях и битве при Ортезе.

## Первая мировая война
6-я пехотная дивизия в качестве дивизии регулярной армии была отправлена во Францию на Западный фронт Первой мировой войны 9 сентября 1914 года. Она служила на Западном фронте в течение всей Первой мировой войны, впервые увидев боевые действия во Фландрском сражении в составе III армейского корпуса.
В 1915 году дивизия выдвинулась на ипрский выступ, чтобы освободить войска, сражавшиеся во Второй битве при Ипре. Остальная часть 1915 года прошла в бездействии, за исключением нападения на замок в Хоге (нидерл. Hooge) возле Ипра 9 августа.
В конце июля 1916 года дивизия была выведена с театра военных действий, потеряв 11 000 человек убитыми и ранеными, а в сентябре она была присоединена к XIV армейскому корпусу, в составе которого участвовала в битве на Сомме, атаковав немецкое укрепление, известное как «Четырёхугольник». Он захватил этот район 18 сентября. Затем 6-я пехотная дивизия участвовала в нападениях на Морваль и Ле-Транлуа, а затем была выведена 20 октября и переведена в резерв корпуса. Общие потери на Сомме составили 277 офицеров и 6 640 других чинов. В ноябре дивизия переехала в относительно спокойный сектор фронта Ла-Басе, а в марте 1917 года отправилась в сектор Лос, где 6-я пехотная дивизия проводила операции и рейды по траншеям вокруг высоты 70.
6-я пехотная дивизия была выведена с фронта 25 июля, незадолго до последнего штурма высоты 70. Из резерва она затем отправилась для участия в битве при Камбре в составе III корпуса. Через четыре дня после окончания сражения дивизия была выведена на отдых в Бассё. К февралю 1918 года дивизия занимала сектор Ланикур и была там до 22 марта, когда немцы начали свое весеннее наступление, которое отбросило дивизию назад и привело к потерям в 3900 человек из 5000 человек личного состава. 25 марта дивизия была вновь выведена на ипрский выступ в состав 2-й армии.
К сентябрю 1918 дивизия вошла в состав IX корпуса и приняла участие в битве при Эпи, участвуя в общей атаке на Сен-Кантен и Четырёхугольник (не то же самое, что одноимённая позиция, атакованная на реке Сомме (см. выше)), которая началась 18 сентября и закончилась захватом Четырёхугольника 25 сентября 1918.
Последние два крупных наступления дивизии в ходе войны произошли в октябре 1918. 8 октября 1918 6-я пехотная дивизия захватила Боэн, а 18 октября заняла возвышенность с видом на канал Самбра — Уаза, которая подготовила почву для битвы при Самбре.

## Вторая мировая война
Во время Второй мировой войны дивизия не воевала в полном составе. 3 ноября 1939 года она была сформирована в Египте путем реорганизации британской 7-й пехотной дивизии под командованием генерал-майора Р. Н. О’Коннора. 17 июня 1940 года штаб дивизии стал штабом Сил западной пустыни. Дивизия фактически прекратила свое существование. Дивизия была переформирована в Египте 17 февраля 1941 года под командованием генерал-майора Джона Эветтса. С 7 по 19 апреля она временно находилась под командованием бригадного генерала К. Э. Н. Ломакса.
18 июня, когда было реорганизовано командование силами союзников, воюющими в ходе Сирийско-Ливанской операции на южном фронте, штаб дивизии был передан австралийскому I корпусу для командования остатками Gentforce (5-я индийская пехотная бригада и 1-я лёгкая пехотная дивизия Свободной Франции). Через два дня к дивизии из Египта присоединилась 16-я пехотная бригада, а 29 июня — 23-я пехотная бригада. Силы Gentforce захватили Дамаск 21 июня. На протяжении остальной части кампании, которая закончилась 11 июля капитуляцией вишистов, дивизия действовала при поддержке австралийских подразделений в попытках перейти дорогу Дамаск — Бейрут через Антиливанские горы, у входа в которые доминировала вершина Джебель-Мазар высотой 5000 футов (1500 м). Несмотря на интенсивные усилия, силы Вишистской Франции сохранили контроль над позицией и основные усилия союзников были переключены в сторону наступления на побережье.
29 сентября 1941 года генерал-майор Эветтс ушел, и бригадный генерал Г. Н. С. Мартин принял исполняющее обязанности командующего. Одиннадцать дней спустя, 10 октября того же года, была переименована в 70-ю пехотную дивизию, и генерал-майор Рональд Скоби принял командование.
- 22-я пехотная бригада (3 ноября 1939 — 11 марта 1940 & 10—17 января 1940) (22nd Infantry Brigade)
  - 2-й батальон Шотландского гвардейского полка (2nd Battalion, Scots Guards)
  - 1-й батальон Собственного Её Величества королевского западнокентского полка (1st Battalion, Queen’s Own Royal West Kent Regiment)
  - 1-й батальон Валлийского полка (1st Battalion, Welch Regiment)
  - 2-й батальон Хайлендского лёгкого пехотного полка (2nd Battalion, Highland Light Infantry)
- 22-я гвардейская бригада (17 февраля — 6 апреля 1941) (22nd Guards Brigade)
  - 2-й батальон Шотландского гвардейского полка (2nd Battalion, Scots Guards)
  - 3-й батальон Колдстримского гвардейского полка (3rd Battalion, Coldstream Guards)
  - 1-й батальон Даремского лёгкого пехотного полка (1st Battalion, Durham Light Infantry)
- 14-я пехотная бригада (29 марта — 30 мая 1940 & 10 июля — 9 октября 1941) (14th Infantry Brigade)
  - 2-й батальон Йоркско-ланкастерского полка (2nd Battalion, York and Lancaster Regiment)
  - 2-й батальон Чёрной стражи (Королевского хайлендского полка) (2nd Battalion, Black Watch (Royal Highland Regiment))
  - 2-й батальон Собственного Его Величества королевского полка (Ланкастерского) (2nd Battalion, King’s Own Royal Regiment (Lancaster))
  - 1-й батальон Южностаффордширского полка (1st Battalion, South Staffordshire Regiment)
  - Противотанковая рота (14th Infantry Brigade Anti Tank Company)
- 16-я пехотная бригада (23 марта — 7 июня 1940) (16th Infantry Brigade)
  - 2-й батальон Её Величества королевского полка (западносуррейский) (2nd Battalion, Queen’s Royal Regiment (West Surrey))
  - 2-й батальон Лестерширского полка (2nd Battalion, Leicestershire Regiment)
  - 1-й батальон Аргайл-сатерлендского хайлендского полка (1st Battalion, Argyll and Sutherland Highlanders)
  - Противотанковая рота (16th Infantry Brigade Anti Tank Company)
- 23-я пехотная бригада (29 июня — 9 октября 1941) (23rd Infantry Brigade)
  - 2-й батальон Чёрной стражи (Королевского хайлендского полка) (2nd Battalion, Black Watch)
  - 4-й батальон Пограничного полка (4th Battalion, Border Regiment)
  - Чехословацкий 11-й пехотный батальон (Czechoslovak 11th Infantry Battalion)
  - Противотанковая рота (23rd Infantry Brigade Anti-Tank Company)

## XXI век
26 июля 2007 года Государственный секретарь по вопросам обороны заявил, что новый штаб 6-й дивизии будет образован в ходе реформы в составе регионального командования «Юг» Международных сил содействия безопасности в Афганистане. Дес Браун сказал: «чтобы удовлетворять этим временным требованиям мы приняли решение для увеличения сил командного состава, временно сформировать 2-звездочный [дивизионный] штаб. Штаб дивизии стал базироваться в Йорке и будет известен как штаб 6-й дивизии (HQ 6 Division), с ядром из 55 обслуживающих сотрудников, набранных из существующих структур. Мы будем держать наше предположение о планировании в поле зрения, но в настоящее время мы оцениваем, что этот штаб будет создан до 2011 года». Генерал-майор Джонатан Дэвид Пейдж принял командование новым штабом с 1 февраля 2008 года.
Новый штаб дивизии ознаменовал свое формирование парадом и презентацией флага в Йорке 5 августа 2008 года. Он был сосредоточен на подготовке бригад для Афганистана и базировался в казармах Импхал, Фалфорд, город Йорк. Летом 2009 года штаб дивизии был значительно усилен и преобразован в Общую объединённую оперативную группу (Combined Joint Task Force) перед развёртыванием в Афганистане в составе Регионального командования «Юг» в ноябре 2009 года. Штаб дивизии был распущен в апреле 2011 года.
1 августа 2019 года Командование боевого и тылового обеспечения было переименовано в 6-ю дивизию, в составе которой оказались 1-я бригада связи, 11-я бригада связи, 1-я разведывательная бригада, 77-я бригада информационных операций и Специализированная пехотная группа. По состоянию на 16 октября 2020, в 11-ю бригаду связи перевели из 6-й дивизии в 3-ю дивизию. 6-я дивизия будет находиться вместе с реструктурированными 1-й и 3-й дивизиями под управлением командования полевой армии.
В конце августа 2021 года Специализированная пехотная группа была переименована в Армейскую бригаду специальных операций (Army Special Operations Brigade).